# Seznam představitelů městské části Brno-sever
Seznam představitelů městské části Brno-sever.

## Starostové po roce 1989
| Ve funkci                    | Jméno                     | Strana    |
| 1990–1994                    | Ing. Jan Sochor           | ČSL       |
| 1994–1998                    | ing. arch. Marta Hartlová | ODS       |
| 1998–2002                    | ing. arch. Marta Hartlová | ODS       |
| 2002 – † 2004                | ing. arch. Marta Hartlová | ODS       |
| 2004 – listopad 2006         | Leo Venclík               | ODS       |
| listopad 2006 – 15. 11. 2010 | Leo Venclík               | ODS       |
| 15. 11. 2010 – 19. 12. 2013  | Ing. Bc. Sabina Tomíšková | ODS       |
| 19. 12. 2013 – 19. 3. 2015   | Ing. Rostislav Hakl       | ČSSD      |
| 19. 3. 2015* – 18. 6. 2015   | Barbora Maťáková          | ANO 2011  |
| 18. 6. 2015 – 14. 11. 2018   | Mgr. Martin Maleček       | Hnutí SOL |
| 14. 11. 2018 – úřadující     | Mgr. Martin Maleček       | Hnutí SOL |

- Po volbách v roce 2014 rozhodl Krajský soud v Brně dne 13. 11. 2014 o neplatnosti voleb (sp. zn. 67A 13/2014[9]) z důvodu uplácení romských voličů zábavou s jídlem a pitím zdarma.[10][11][12] Ministr vnitra v prosinci 2014 ohlásil na den 14. března 2015 opakované volby, ale Ústavní soud dne 10. února 2015 (sp. zn. III. ÚS 3673/14[13]) vyhověl stížnostem starosty Rostislava Hakla a městské části Brno-sever a zrušil usnesení krajského soudu o neplatnosti voleb do zastupitelstva městské části. Zároveň Ústavní soud zrušil rozhodnutí ministra vnitra ze dne 8. 12. 2014, o vyhlášení opakovaných voleb do zastupitelstva obce Brno-sever. Opakované volby se proto nekonaly a nové zastupitelstvo z voleb v říjnu 2014 se prvně sešlo, složilo slib a zvolilo své vedení v březnu 2015.